# Vrh pri Fari
Vrh pri Fari este o localitate din comuna Kostel, Slovenia, cu o populație de 22 de locuitori.